# إيغور سلاما
إيغور سلاما (بالتشيكية: Igor Sláma)‏ مواليد 8 مايو 1959 في برنو، تشيكوسلوفاكيا، هو دراج تشيكي سابق. سبق أن شارك في دورة الألعاب الأولمبية الصيفية وفاز بميدالية أولمبية.

## الميداليات
| الميدالية | المسابقة                       |
| --------- | ------------------------------ |
| برونزية   | الألعاب الأولمبية الصيفية 1980 |

## روابط خارجية
- إيغور سلاما على موقع أرشيف الدراجات (الإنجليزية)
- إيغور سلاما على موقع إحصائيات الدراجات الإحترافية (الإنجليزية)
- إيغور سلاما على موقع أوليمبيديا (الإنجليزية)
- إيغور سلاما على موقع اللجنة الأولمبية التشيكية (التشيكية)